# Routier (instructions nautiques)
Pour les articles homonymes, voir Routier.
Un routier est un type de livre de navigation maritime apparu à la fin du Moyen Âge, qui regroupe des explications permettant aux marins de trouver leur route avant l’apparition de cartes marines fiables, puis en complément de celles-ci. Il contient tous les renseignements généraux, nautiques, géographiques, hydrographiques voire réglementaires qui peuvent être utiles aux navigateurs, en précisant les particularités de la navigation et les pratiques locales dans la région couverte.

## Histoire
Si la navigation dans l’Antiquité s’effectue principalement par l’estime et la tradition orale, les marins phéniciens, grecs et romains peuvent utiliser des documents nommés périples pour assister leur navigation.
Les routiers à proprement parler apparaissent à la fin du Moyen Âge. D’abord manuscrits, puis imprimés, ils décrivent les différentes routes à suivre en mer, et regroupent différents éléments permettant au navigateur de repérer sa position. Il s’agit d’abord d’éléments du paysage permettant de se repérer en vue des côtes, les différents amers, les récifs et autres dangers.
À partir du XVIe siècle, s’y ajoutent des informations sur les fonds marins, permettant de se positionner hors de vue des côtes (notamment de nuit, ou par temps de brume) par la technique du sondage à main. Le routier regroupe ainsi des informations sur la profondeur et la nature des fonds. La progression des techniques rend ces informations de plus en plus précises. Au XVe siècle, on peut lire dans le Grand routier de Pierre Garcie : « En la mer, sache que si vays a 40 brasses, que tu ne crains rien Bretaigne. ». Un routier hollandais de 1608 dira plutôt « A cinq lieus de Seyms au zudouest, quart au zud, la profondeur est de 72 brasses & le fond de gros sables blanc comme si estoyent petites pierres frottées, avecq petites pièces de coquilles, & petites pierres plates grises, & aucunes aiguës comme aiguilles luisantes. ». Ainsi, la nature des fonds elle-même indique-t-elle la route à suivre.
À la même époque, des représentations graphiques du littoral apparaissent également dans les routiers, marquant le début d’un changement de méthode. La carte marine passe petit à petit du statut d’aide-mémoire à celui de véritable outil de navigation.
En 1720, un service de la Marine (le Dépôt des cartes et plans de la Marine) est créé pour réunir des plans, cartes, journaux et mémoires concernant la Marine. Il est l'ancêtre direct du service hydrographique et océanographique de la Marine (SHOM), établissement public placé sous la tutelle du ministère de la Défense, qui publie ces documents sous le nom d'instructions nautiques.

### Nom et étymologie
À partir du Moyen Âge, les documents d’instruction de navigation sont désignés en portugais et en italien par le mot portolanos - i. e. listes de ports - (qui donnera en français le mot portulan). D’autres langues font référence au fait que le routier sert à trouver sa route en mer, comme roteiro en portugais, ou en anglais rutter, dérivé du français routier (ou routier-pilote), utilisé en France dès le XVe siècle jusqu'au milieu du XIXe siècle. Les Chinois les désignent sous le nom de zhenjing, ou « manuels de compas ».

La Grande ordonnance de la marine de 1681, dite ordonnance de Colbert, mentionne les routiers :

« Routier en termes de Mer est un Livre qui par le moyen de ses Cartes Marines donne des instructions pour la route des Vaisseaux, & dans lequel on trouve la description des Côtes, & on y voit les aspects, les vues ou profils des terres, & on y connait la nature des divers parages. »

Au XVIIIe siècle, la quatrième édition du Dictionnaire de l’Académie française définit ainsi le routier : 

« un livre qui marque, qui enseigne les chemins, les routes de mer, les caps, les mouillages, les ancrages, les gisements des côtes, & particulièrement pour les voyages de long cours. »

Le développement des instructions nautiques fait ensuite évoluer le terme. À partir du XXe siècle, le terme désigne une carte marine à petite échelle, pouvant recouvrir une importante partie d’un océan.

## Les principaux routiers

### Angleterre & Écosse
- Alexander Lindsay publie autour de 1540 A Rutter of the Scottish Seas qui sera traduit au XVIe siècle par le français Nicolas de Nicolay.
- John Sellers, The English Pilot, 6 tomes, publiés à partir de 1671

### Canal de Mozabique[6]
- Ahmed Ibn Majid, Fawâid fi usûl Ilm al-Bahr wa qawâidha ((Livre d'informations utiles sur les principes et les règles de la navigation)  -1490-[7], un des premiers livres de navigation arabe du XVe[8]. Ses instructions nautiques se présentent sous forme de poèmes[9],[10].
- Sulayman al-Mahri, écrit en prose cinq traités d'instruction nautiques dans la première moitié du XVIe siècle[11] qui sont traduites par l'amiral turc Seydi Ali Reis.

### Chine
- Le routier de Laud[12] (Laud Rutter, connu en chinois sous le nom 順風相送 (Shunfeng xiangsong = Voyage avec le vent arrière), première moitié du XVe siècle[13].
- Zhang Xie, Enquête sur les océans de l'est et de l'ouest - Dongxiyang kao - publié en 1617.
- Wu Pei Chih, recueil de cartes et d'instructions nautiques de la première moitié du XVe siècle[14], illustrant la route maritime de Nankin à la côte africaine, publié en 1621 sous le titre Notes on Military Preparation[15].

### États-Unis
- John Norman & Osgood Carleton: The American Pilot. 1791: premier atlas maritime publié aux États-Unis
- Capitaine Furlong, The American Coast Pilot, éditeur et libraire Edmund March Blunt, 1796: premier routier pour les côtes américaines, de la frontière canadienne à la rivière Mississippi
- Nathaniel Bowditch, The New American Practical Navigator, 1802.

### Espagne
- Alonso de Contreras remet à Philibert de Savoie, autour de 1614, un routier manuscrit, retrouvé au début du XXe siècle[16] : * Alonso de Contreras, Derrotero universal desde el Cabo de San Vicente, en el Mar Océano, costeando Cartagena, Cataluña, Francia, Nápoles, Golfo de Venecia, Archipiélago de Levante, Caramania, Natolia, Suria, Egipto, Nilo, volviendo por Berbería hasta Cabo Cantín, Islas de Sicilia, Cerdeña, M allorca, Candía, Chipre. Le manuscrit original de son Derrotero, écrit autour de 1614, a été retrouvé. Il est conservé à la Bibliothèque nationale de Madrid.

### France
- Pierre Garcie dit Ferrande rédige à la fin du XVe siècle (écrit avant 1483 et imprimé en 1520) le premier routier connu sous le titre Le Grand Routier de la mer[17]. Il décrit les côtes depuis les Flandres jusqu'au sud de l'Espagne. Cet ouvrage sera imprimé jusqu'en 1662 sur la base de cette première édition : Pierre Garcie dit-Ferrande, Le Grant routier et pilotage et enseignement pour ancrer tant ès ports, havres que autres lieux de la mer, 1520 (lire en ligne).
- Description des côtes, des îles et des ports de l'Océan Atlantique et de la Mer Méditerranée,  manuscrit en français d'instructions nautiques illustré de 202 cartes enluminées (entre 1504 et 1515)[18],[19],[20].
- Guillaume Brouscon publie, en 1548, un Manuel de pilotage à l'usage des marins bretons.
- Jan Alfonce, Voyages avantureux du capitaine Jan Alfonce, Sainctongeois, Poitiers, impr. Marneffe et Bouchet, 1559 (lire en ligne), ouvrage posthume publié en 1559.
- Martin de Hoyarçabal publie en 1579 un routier pilote pour les bateaux naviguant à Terre Neuve : Martin de Hoyarçabal, Les voyages avantvrevx dv capitaine Martin de Hoyarsabal, habitant de Cubiburu : contenant les reigles & enseignements necessaires à la bonne & seure nauigation, Bordeaux, imprimerie de Jean Chouin, 1579 (lire en ligne)[21].
- Piarres Detcheverry, pilote, publie en 1677, à Bayonne et en langue basque, un routier qui décrit méthodiquement les lieux fréquentés par les Basques dans la baie des Chaleurs et sur la pointe de la péninsule gaspésienne. Son texte ajoute beaucoup à celui d'Hoyarçabal, dont il se dit le continuateur[22].
- R. Bougard, maître de navire au Havre, lieutenant de vaisseau du roi, est l'auteur du routier le plus célèbre de la fin du XVIIe siècle Le Petit Flambeau de la mer (1684)[23]. Ce manuel de cabotage, souvent réédité, servit de manuel d’instruction dans les écoles d’hydrographie. Il décrit les côtes de France, d’Angleterre, d’Irlande, d’Espagne, du Portugal et de la Méditerranée, d’Afrique, de Madère, des Canaries et des iles du Cap-Vert, jusqu'à l’océan Indien : R. Bougard, Le petit flambeau de la mer, ou Le véritable guide des pilotes côtiers, où il est clairement enseigné la manière de naviguer le long de toutes les côtes de France, d'Angleterre, d'Irlande, d'Espagne,de Porungal, d'Italie, de Sicile, de Malte, de Corse et de Sardaigne, et autres isles du Détroit et des côtes de Barbarie, depuis le Cap Bon jusqu'au Cap Verd, St Malo, L. Hovius, 1817 (lire en ligne)[24].
- Jean-Baptiste-Nicolas-Denis d'Après de Mannevillette publie, en 1745, Le Neptune Oriental ou Routier Général des Cotes des Indes Orientales et de la Chine qui donne des instructions sur l'itinéraire allant des côtes d’Éthiopie à celles de Canton: Jean-Baptiste-Nicolas-Denis d'Après de Mannevillette, Le Neptune Oriental ou Routier Général des Cotes des Indes Orientales et de la Chine enrichi de cartes hydrographiques, Paris, Jean François Routel, 1745 (lire en ligne)
- Jacques-Nicolas Bellin publie en 1764 Le Petit Atlas maritime qui, avec ses nombreux plans, s’apparente à la tradition des routiers de navigation, et connait un grand succès auprès des marins[25].
- Alexandre Pierre Givry, ingénieur hydrographe du début du XIXe siècle, publie de 1842 à 1851 Le Pilote Français qui synthétise et systématise les informations orales ou écrites relatives aux côtes françaises de Dunkerque à l'ile de Bréhat.

### Grèce antique
- Le Périple du Pseudo-Scylax du IVe siècle av. J.-C. ou du IIIe siècle av. J.-C. décrit une circumnavigation de la mer Méditerranée et de la mer Noire
- Le Périple de la mer Érythrée, manuscrit byzantin du Xe siècle, est une copie d'un document des premiers siècles de notre ère, dont l'auteur est peut-être (Lucius Flavius Arrianus, 85-146). Il décrit les régions qui bordent l'océan Indien.
- Le Périple du Pont-Euxin, attribué à  Arrien, rend compte sous forme de lettre à l'empereur Hadrien, d'un voyage d'inspection le long des côtes orientales de Cappadoce.

### Iles Marshall
- Fanny Stevenson, en croisère avec Robert Louis Stevenson sur la Janet Nicholl, décrit, dans son journal de bord[26], un routier observé le 19 juin 1890 à Jaluit, au siège du gouvernement allemand : « Ces cartes [de navigation] sont de fort curieuses choses, en vérité, faites de bâtons tantôt recourbés, tantôt droits, retenus ici ou là par un petit cauri jaune. Les cauris représentent des îles, les bâtons aussi bien les courants que les vents et les journées de navigation. Les distances entre les îles n'ont rien à voir avec les milles, mais uniquement avec les heures. Ces cartes ne sont plus guère utilisées de nos jours, un vieux chef étant seul encore à savoir les faire, mais il fut un temps où chaque jeune chef devait passer un examen et connaître ces cartes par cœur, car elles n'étaient jamais emportées en mer mais gardées à la maison en tant que référence et objet d'étude continuelle. »

### Italie
- Liber de existencia rivieriarum et forma maris nostri Mediterranei, attribué à un Pisan, décrit les côtes de la Méditerranée, de la mer Noire et d'une partie de celles de l'Atlantique (de la péninsule Ibérique au Maroc), vers 1200[27].
- Une carte dite « pisane », trouvée à Pise, de la fin du XIIIe siècle, aurait plutôt été élaborée à Gênes. Le Compasso da navigare, de 1296, pourrait être le routier qui l'accompagnait, constituant un précieux recueil d'instructions nautiques[28].
- Robert Dudley, Dell'Arcano del Mare, Florence 1646 [archive]. version numérique scannée par la Bibliothèque nationale de Finlande (fichiers PDF en haute définition).

### Madagascar
- Au sud de l'océan Indien occidental, les boutres naviguent au moyen de routiers dont certains ont été retrouvés au XIXe siècle[29]. Ils sont connus sous le nom de Man safara et sont utilisés par les capitaines (Nahhoda)  et les pilotes. Ainsi le routier d'Athumani Bin Muhammad, recueilli par N. J. Gueunier à Majunga[30].

### Portugal
- L'un des premiers routiers date de 1485. Il est portugais et connu sous le nom de livro de rotear[31], premiers mots d'une collection de voyages appelés Manuscrito Valentim Fernandes[32].
- Jean Alfonse, décrit dans la première moitié du XVIe siècle, les cotes du Canada, du Groenland et du Labrador.
- D. João de Castro (1500-1548), explorateur, cartographe et administrateur colonial portugais, est l'auteur de plusieurs routiers, concernant la Mer Rouge (1541)[33], la cote de Goa à Diu[34].
- João Texeira, Cosmographo de S. Magestade, Descripção dos portos maritimos do Reyno de Portugal sur Gallica, 1648
- Marin-Michel Franzini, Routier des côtes de Portugal, ou Instructions nautiques pour servir à l'intelligence et à l'usage de la carte qu'on a faite et des plans particuliers des ports les plus remarquables de ce royaume (traduit de la langue portugaise par G. d'Urban). 2e édition, Paris, Imprimerie royale, 1836, 87 p. (lire en ligne)
- Gabriel Ferrand, Instructions nautiques et routiers arabes et portugais des XVe et XVIe siècles, vol. 1-2-3-4, 1921 (lire en ligne)

### Pays-Bas
- Le pilote Lucas Janszoon Waghenaer publie en 1584 le Speculum nauticum super navigatione maris occidentalis, (Spiegel der Zee-Vaert), traduit en anglias en 1588 (Marine's Mirror of the Sea) traduit en français par Miroir de la navigation, conçu pour le pilotage en Europe du Nord[35],[36] communément appelé Le Waggoner.
- Le navigateur hollandais Jan Huygen van Linschoten dévoile en 1595 (Reysgheschrift van de Navigatien der Portugaloysers in Orienten) les indications nécessaires pour suivre la Route de Indes, itinéraire tenu secret par les Portugais depuis un siècle. Son Itinerario contient toutes les informations nécessaires à la navigation vers les Indes Orientales et au commerce avec celles-ci. Le texte est republié en 1596, 1605, 1623 et 1644, traduit dans quatre langues, pour un tirage de dix à quinze mille exemplaires. L'ouvrage, qui fait autorité, se trouve sur la plupart des navires qui suivent cette route. Mais la V.O.C. constatant que le livre sert plus les intérêts des compagnies étrangères que les siens, obtient son interdiction au début du XVIIe siècle[37].
- Johannes van Keulen & Jan Luyken, Nieuwe Lichtende Zee-Fakkel (Nouveau et Grand Illuminant Flambeau)[38], 1681-1684, lire en ligne

### Turquie
- Piri Reis, Kitab-ı Bahriye (Livre de Navigation), entre 1511 et 1521